# غن شوجي
غن شوجي (昌 子 源)، ولد في 11 ديسمبر 1992 هو لاعب كرة قدم ياباني الذي يلعب لكاشيما انتلرز.

## روابط خارجية
- غن شوجي على موقع الاتحاد الدولي (مؤرشف)  (الإنجليزية)
- غن شوجي على موقع رابطة كرة القدم اليابانية للمحترفين (اليابانية)
- غن شوجي على موقع رابطة كرة القدم الفرنسية للمحترفين (الإنجليزية)
- غن شوجي على موقع إي إس بي إن إف سي (الإنجليزية)
- غن شوجي على موقع قاعدة بيانات كرة القدم.إي يو (الإنجليزية)
- غن شوجي على موقع ليكيب (الفرنسية)
- غن شوجي على موقع ناشيونال فوتبول تيمز (الإنجليزية)
- غن شوجي على موقع Soccerbase.com (لاعب) (الإنجليزية)
- غن شوجي على موقع Soccerway.com (الإنجليزية)
- غن شوجي على موقع عالم كرة القدم.نت (الإنجليزية)

1. ↑  "معلومات عن غن شوجي على موقع national-football-teams.com". national-football-teams.com. مؤرشف من الأصل في 2019-05-13.
2. ↑  "معلومات عن غن شوجي على موقع scoresway.com". scoresway.com. مؤرشف من الأصل في 2018-02-26.
3. ↑  "معلومات عن غن شوجي على موقع int.soccerway.com". int.soccerway.com. مؤرشف من الأصل في 2017-11-18.

- J. League